# ルート16
『ルート16』（ルートシックスティーン）は、1981年にサン電子が開発し、岐阜特機より発売されたアーケードゲームである。

## 概要
真上から見下ろすトップビューのマップ上で車を操り、自機に向かってくる敵の車や迷路に配置されている敵キャラクターをかわしながらステージ上にあるアイテムを回収していくゲーム。自機は動き始めると一切停止することができない。
ナムコのアーケードゲーム『ラリーX』（1980年）とシステムが似ているが、1ステージにつき16に分かれたうち1画面分の迷路1ブロックを表示するメイズモードと、その16のブロックすべてが表示されるレーダーモードの2つの表示モードがある点が異なる。レーダーモードでは、自機・敵機の位置、迷路ブロック入口とアイテムの位置をドット表示で確認できるが、内部の迷路の形状は中に入ってみるまで分からない。

### 隠しフィーチャー
画面デモのタイトルの下に「BONUS」の点滅がある場合、ゲーム開始直後のマップの下部に、エクステンドアイテムが出現する（通常は得点アイテム）という隠しフィーチャーが存在する。直前のプレイヤーが1面でゲームオーバーになった場合に限り、このフィーチャーが出現する。

## 移植版

### 一覧
| No. | タイトル                                      | 発売日         | 対応機種                                                                  | 開発元        | 発売元         | メディア                                | 型式       | 売上本数 | 備考                                                                                      | 出典              |
| --- | --------------------------------------------- | -------------- | ------------------------------------------------------------------------- | ------------- | -------------- | --------------------------------------- | ---------- | -------- | ----------------------------------------------------------------------------------------- | ----------------- |
| 1   | Route 16                                      | 1983年         | アルカディア                                                              | Emerson Radio | Emerson Radio  | ロムカセット                            | No.35      | -        |                                                                                           |                   |
| 2   | ルート16ターボ                                | 1985年10月4日  | ファミリーコンピュータ                                                    | サンソフト    | サンソフト     | 320キロビットロムカセット               | SS2-4900   | -        | ステージ9がクリア不能                                                                     |                   |
| 3   | メモリアル☆シリーズ SUNSOFT Vol.2             | 2001年12月6日  | PlayStation                                                               | サンソフト    | サンソフト     | CD-ROM                                  | SLPS-03181 | -        | ファミリーコンピュータ版の移植 ステージ9がクリア可能 『アトランチスの謎』とのカップリング |                   |
| 4   | ルート16・ターボ                              | 2003年8月18日  | 504i FOMA2051、2012V、2701 （iアプリ）                                    | サンソフト    | スペースアウト | ダウンロード （ドキドキSUNSOFT）        | -          | -        |                                                                                           | [ 2 ]             |
| 5   | メモリアル☆シリーズ SUNSOFT Vol.2             | 2007年8月30日  | PlayStation 3 PlayStation Portable PlayStation Vita (PlayStation Network) | サンソフト    | サンソフト     | ダウンロード （ゲームアーカイブス）     | -          | -        | ファミリーコンピュータ版の移植 ステージ9がクリア可能 『アトランチスの謎』とのカップリング |                   |
| 6   | ルート16ターボ                                | 2010年4月20日  | Windows                                                                   | サンソフト    | サンソフト     | ダウンロード （プロジェクトEGG）        | -          | -        | ファミリーコンピュータ版の移植                                                            | [ 3 ]             |
| 7   | ルート16                                      | 2018年11月29日 | PlayStation 4 Nintendo Switch                                             | サンソフト    | ハムスター     | ダウンロード （アーケードアーカイブス） | -          | -        | アーケード版の移植                                                                        | [ 4 ]             |
| 8   | ファミリーコンピュータ Nintendo Switch Online | 2019年12月12日 | Nintendo Switch                                                           | 任天堂        | 任天堂         | ダウンロード                            | -          | -        | ファミリーコンピュータ版の移植 ステージ9はクリア不能                                      | [ 5 ] [ 6 ] [ 7 ] |

### ファミリーコンピュータ版
『ルート16ターボ』（ルートシックスティーンターボ）は、1985年10月4日にサン電子より発売されたファミリーコンピュータ用コンピュータゲームソフトである。上記『ルート16』の移植作品である。プレイステーション用ソフト『メモリアル☆シリーズ サンソフト Vol.2』（2001年）に収録されたほか、携帯電話用アプリとして移植されている。2010年4月20日より、プロジェクトEGGで配信されている。
同作はグラフィックが強化されているほか、EASY・NORMAL・DIFFICULTの3つの難易度がある。
なお、レーダーモードにおいては各小部屋に番号が振られている。
同作は悪の組織『カンハルー』の秘密基地から盗まれた金を回収するという内容であり、自機にはマッド・エックスという名前が付けられている。

## 音楽
サウンドトラック
- 『ファミコン 20TH アニバーサリー オリジナル・サウンド・トラックス VOL.3』
2004年4月21日、サイトロン・デジタルコンテンツより発売されたCD内の一作品として収録されている。